# Lectorium Rosicrucianum

Symbool van het Lectorium Rosicrucianum

Het Lectorium Rosicrucianum, ook Internationale School van het Gouden Rozenkruis geheten, is een internationaal gnostisch-hermetisch genootschap, gebaseerd op de leringen van de klassieke Rozenkruisers.

## Geschiedenis
Het genootschap werd opgericht, als afdeling van de Rosicrucian Fellowship van Max Heindel, op 24 augustus 1924 in Haarlem met de eerste bijeenkomst onder auspiciën van de gebroeders Jan Leene (1896–1968) en Zwier W. Leene (1882-1938). In 1930 voegde mevrouw Henny Stok–Huyser (1902–1990) zich bij hen.
Tien jaar na de oprichting, rond de kerstdagen van 1934, scheidde de Haarlemse afdeling van de Rosicrucian Fellowship zich af van het "hoofdkantoor" te Oceanside in Californië, ging zelfstandig verder en werd als officieel kerkgenootschap geregistreerd onder de naam Rozenkruisers Genootschap.
De afdeling in Amsterdam van de Rosicrucian Fellowship aan de Overtoom, tegenwoordig gesloten, bleef het "hoofdkantoor" wél trouw.
Gedurende de oorlog werden alle activiteiten van het Rozenkruisers Genootschap door de bezetter verboden, maar na de oorlog bloeide het weer op. In de jaren vijftig van de twintigste eeuw werd gekozen voor de naam: Internationale School van het Gouden Rozenkruis. Deze werd, omwille van de internationale herkenbaarheid, wereldwijd Lectorium Rosicrucianum genoemd. Het genootschap is ook nog een tijdje Jacob Boehme Genootschap genoemd.

## Opbouw
Het Lectorium Rosicrucianum kent ongeveer als in de vrijmetselarij graden van leerlingen. Wanneer men belangstelling heeft, kan men zich door middel van diverse openbare activiteiten op de filosofie van de School oriënteren, d.m.v. lezingen, cursussen, thema- en bezinningsbijeenkomsten en conferentiedagen. Wanneer men besluit tot lidmaatschap, kan men zich in cursorisch verband in de diverse centra nader oriënteren door het volgen van een serie Verkenningen: “Rozenkruis en Gnosis.”  Daarvan vindt de laatste bijeenkomst plaats op Renova bij Lage Vuursche. Vanaf 2014 is oriëntatie op de filosofie van het rozenkruis ook digitaal mogelijk via e-learning. Wanneer men dit als belangstellende wenst kan men lid worden van de School. Tijdens dat lidmaatschap vindt verdieping op de filosofie plaats. Wanneer men zich werkelijk wil verbinden met de School, dan kiest men voor een ‘weg’ als leerling. Daartoe vindt dan een bevestiging plaats door middel van een installatie. Gedurende het proces van leerlingschap gaat een leerling in eigen tijd en tempo een ontwikkelingsweg. In een bepaalde fase worden enkele ‘leefregels’ gevraagd: geen gebruik van hard- en softdrugs en een vegetarische leefwijze. Dit om het lichaam, als tempel en als onderdeel van het gehele menselijke stelsel, zuiver te houden. Daarbij wordt elke leerling tijdens diensten en bijeenkomsten geïnformeerd en begeleid. Na zo’n periode van intensievere oriëntatie, verdieping en verbinding kan men toegelaten worden tot de hogere graden, ook wel de broederschap (m/v) van de innerlijke graden genoemd.

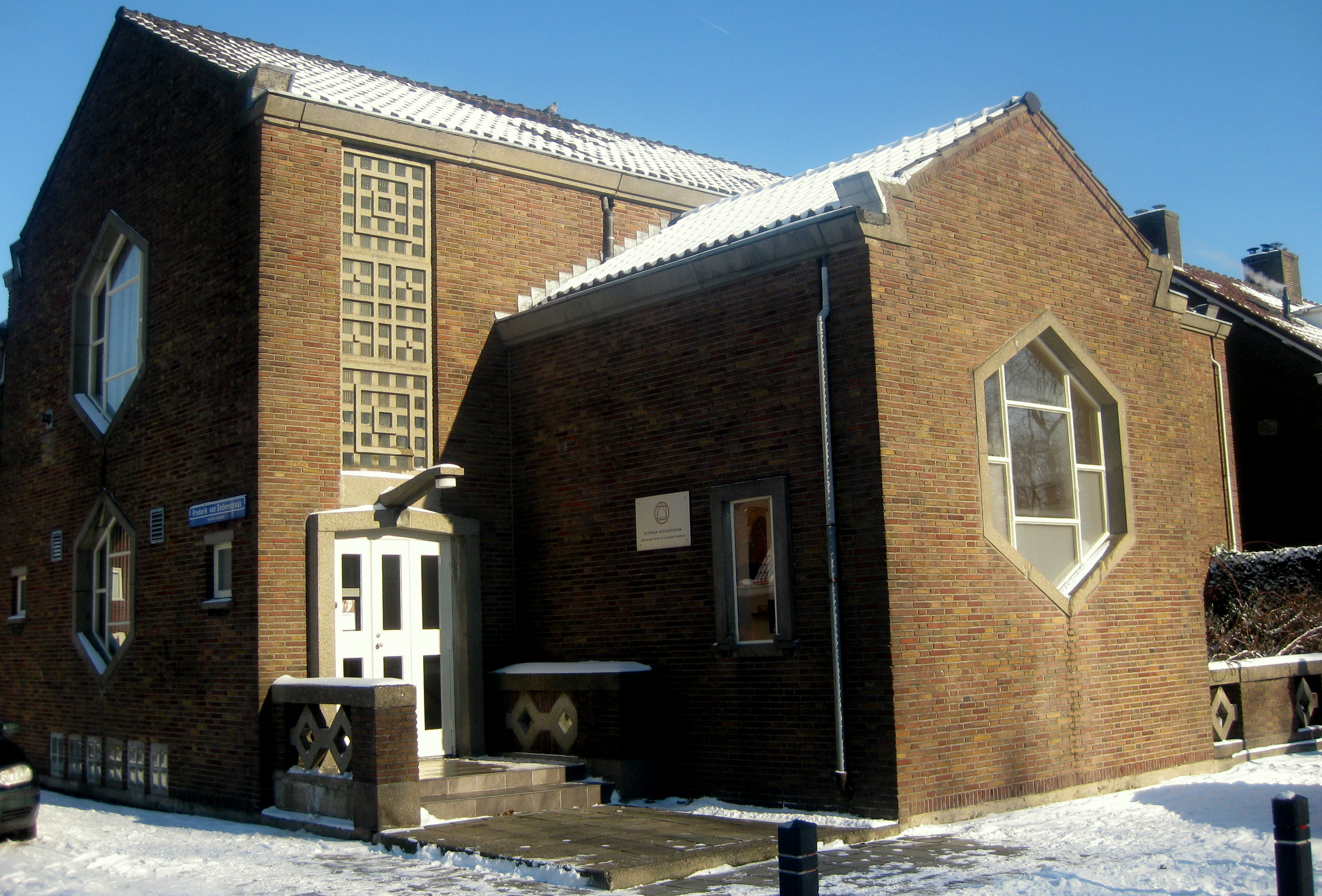
De tempel in Utrecht, Majellapark

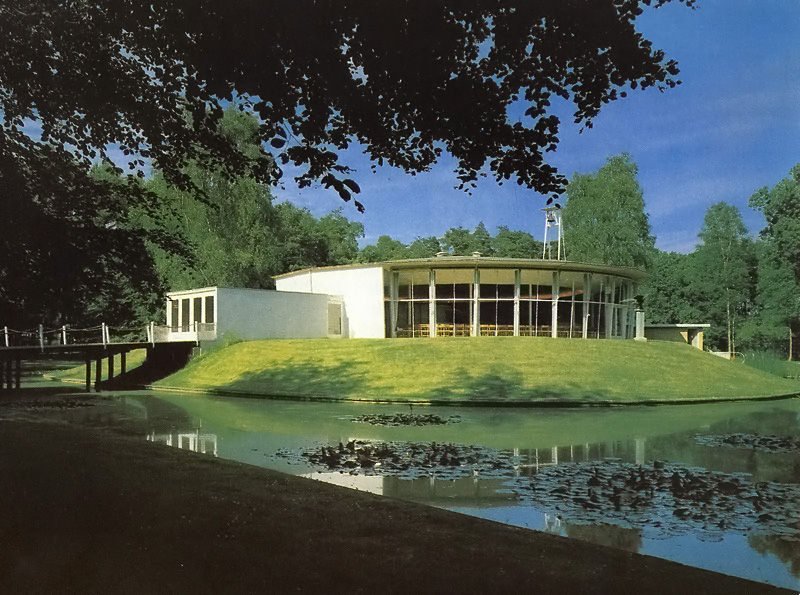
Het conferentie-oord Renova te Lage Vuursche

Er zijn verscheidene tempels in Nederland. Allereerst de hoofdtempel aan de Bakenessergracht, hoek Zakstraat, te Haarlem, waar tevens in 2005 een nieuw hoofdkantoor is verrezen. Verder zijn er centrum-tempels in onder andere Den Haag, Utrecht, Rotterdam, Enschede en Eindhoven. Een- à tweemaal per maand worden er conferenties voor leerlingen gehouden in het conferentieoord Renova bij Lage Vuursche en/of in het jeugdconferentie-oord Noverosa te Doornspijk. Ook heeft het Lectorium Rosicrucianum een uitgebreide jeugdafdeling met bijeenkomsten in de diverse centra. Er zijn 2 basisscholen: de Jan van Rijckenborghscholen in Hilversum en Heiloo. Ook is er een tempel in Santpoort-Zuid, de "Rozenhof" genaamd. Deze tempel is alleen toegankelijk voor leerlingen van de innerlijke graden, beginnend met de Hogere Bewustzijn School.
Het Lectorium Rosicrucianum bezit een grote boekwinkel tevens drukkerij, de "Rozekruis Pers". Veel openbare bibliotheken hebben boeken van diverse auteurs van het Lectorium Rosicrucianum in hun collectie. De Theosofische Bibliotheek aan de Tolstraat te Amsterdam heeft bijzondere boeken en brochures van dit kerkgenootschap. 
Jan van Rijckenborgh, pseudoniem van J. Leene, en Catharose de Petri, pseudoniem van mevr. Henny Stok-Huyser, beiden grootmeesters en stichters van het Lectorium Rosicrucianum, hebben een grote literaire nalatenschap achtergelaten, waarin moderne interpretaties van klassieke geschriften als de Fama Fraternitatis, De Chymische Hochzeit Christiani Rosencreutz, en de Tao Te Ching. In 1968 overleed Leene en in 1990 ook mevrouw Stok-Huyser. Sindsdien wordt het Lectorium Rosicrucianum bestuurd door een Internationale Spirituele leiding (ISL), wereldwijd bestaande uit dertien personen. Tot haar overlijden in 2009 had ook de dochter van J. Leene, mevrouw E.T. Hamelink-Leene, een actieve rol in de School van het Gouden Rozenkruis.

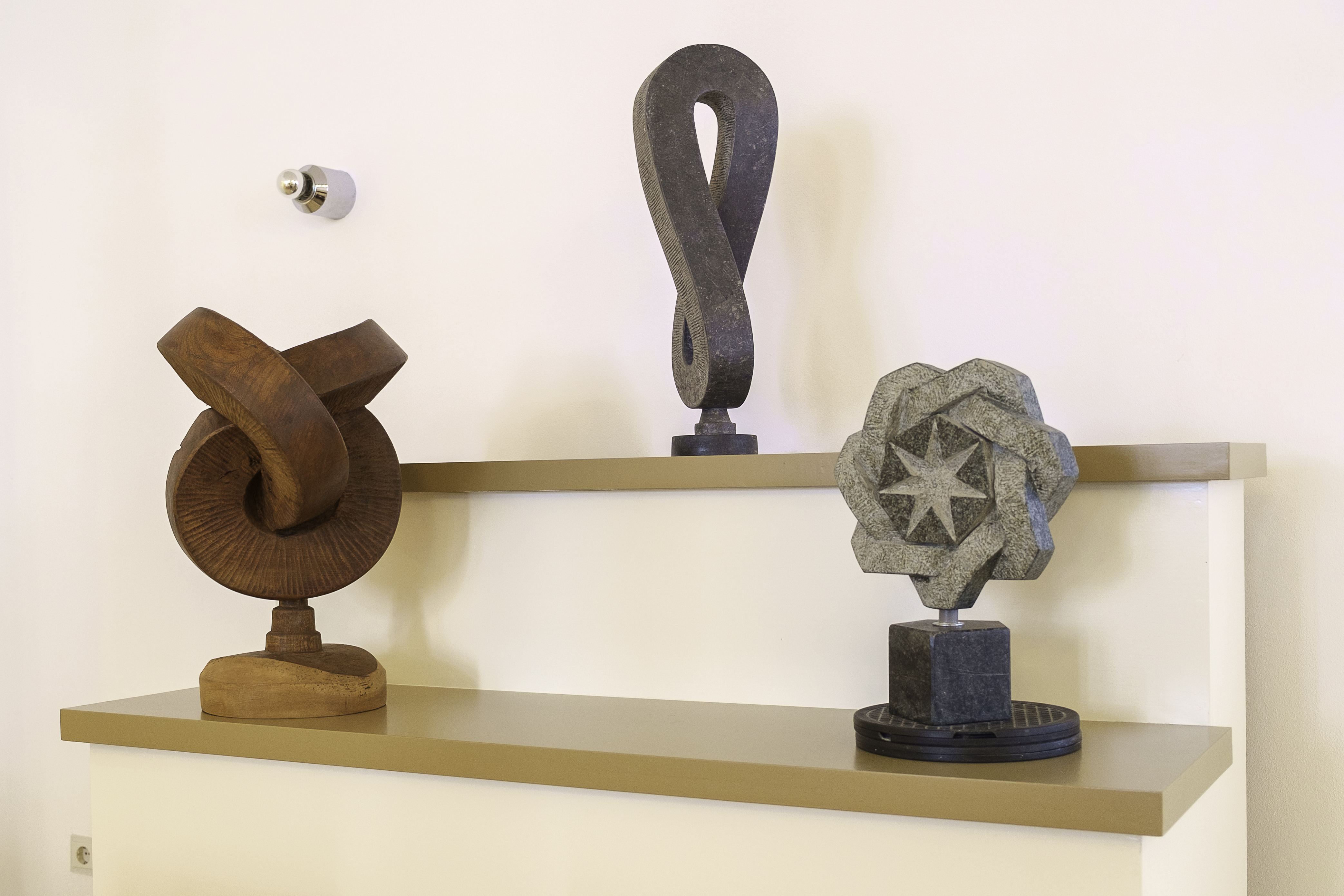
Diverse symbolen van het Lectorium Rosicrucianum